# قضية رأي عام (مسلسل)
قضية رأي عام مسلسل مصري عرض في رمضان 2007، من إنتاج العدل جروب، وبطولة يسرا ورياض الخولي وسمير صبري وإبراهيم يسري، ومن إخراج المخرج الأردني محمد عزيزية وتأليف محسن الجلاد. كان المسلسل قبل أن يبدأ تصويره يحمل اسم (الدكتورة عبلة وذئاب المدينة) ولكن تم تغييره إلى (قضية رأي عام).

## القصة
تدور أحداث المسلسل حول الدكتورة عبلة عبد الرحمن (يسرا) طبيبة أطفال تحظى بالاحترام ومعروفة بتفانيها ونزاهتها في عملها، تعود بعد حالة طوارئ في وقت متأخر من الليل مع بعض زميلاتها العاملات طبيبة من أسرة صعيدية تدعى الدكتورة حنان (لقاء الخميسي) وممرضة حامل تدعى سميحة (ألفت عمر), وفي الطريق يتعرضن للخطف والاغتصاب من ثلاثة شبان وتدور الأحداث في سياق درامي حول ما يتعرض له المجني عليهن. ووسط كل الضغوط التي تتعرض لها، تسعى عبلة للإبلاغ عن الحادث وتسترد حقها بالقانون.
المسلسل يطرح بعض القضايا الحساسة مثل الإدمان على المخدرات والاغتصاب والقضايا الأخلاقية ونظرة المجتمع إلى المرأة الضحية وكأنها الجانية وليست المجني عليها.

## الشخصيات
| الشخصية          | الصورة | الممثل               | وصف الشخصية |
| ---------------- | ------ | -------------------- | --- |
| دكتورة عبلة      |        | يسرا                 | أستاذ ورئيس قسم طب الأطفال في القصر العيني، طبيبة معروفة بالنزاهة والتفاني في عملها، تذهب مع زميلتيها لإنقاذ طفل مريض في وقت متأخر من الليل فيتعرضن لحادث اغتصاب وحشي أثناء عودتهن، الحادث يقلب حياتها رأساً على عقب، تصر على إبلاغ الشرطة بما حدث لها برغم معارضة زوجها، تتعرض لضغوط وسط تخلي زوجها عنها ونظرة المجتمع الخاطئة لها كما تتعرض لضغوط من الوزير شكري جلال (رياض الخولي) باعتباره والد أحد الجناة رامي (أحمد فلوكس)، تنجح في النهاية في نيل حقها من الجناة بالقانون |
| دكتورة حنان      |        | لقاء الخميسي         | طبيبة مساعدة للدكتورة عبلة من أسرة صعيدية وهي الضحية الثانية لحادث الاغتصاب وتمتنع عن الإدلاء بأقوالها أمام النيابة خوفاً من الفضائح، ولكن عبلة تنجح في نهاية المطاف بإقناعها وإقناع أهلها. |
| دكتور خيري       |        | إبراهيم يسري         | طبيب جراح وزوج عبلة، ينفصل عنها بسبب إصرارها على تقديم بلاغ بالشرطة في حادث الاغتصاب خوفاً من سقوط أسرته في موقفاً فاضحاً ويدفعه الندم على قسوته للعودة إليها بعد ذلك |
| رامي             |        | أحمد فلوكس           | ابن الوزير شكري جلال وأحد جناة حادث الاغتصاب، يحكم عليه بالإعدام في النهاية |
| سيد شكمان        |        | أشرف مصيلحي          | ميكانيكي وصديق لرامي وهشام، يشترك معهما في جريمة الاغتصاب وأول من تمسك به النيابة ويعترف على زملائه، ويحكم عليه بالإعدام في النهاية مع شريكيه |
| هشام             |        | عمرو سمير            | الجاني الثالث، وأبوه وأمه مسافران إلى الخارج منذ سنوات طويلة، وقد دفعته غياب الرقابة هو إلى تعاطي المخدرات وأخته إلى الزواج العرفي |
| شكري جلال        |        | رياض الخولي          | وزير ذو نفوذ وسلطة وعضو أحد الأحزاب الكبرى في البلاد، يوكل أكبر المحامين للدفاع عن ابنه رامي |
| د.مرسي خليل      |        | سمير صبري            | محامي شكري جلال ويشتهر بالفساد واستغلال ثغرات القانون، يحاول تلفيق أدلة كاذبة ضد المجني عليهن ولكن النيابة تكشفها وتقبض على رجاله |
| عنايات           |        | رجاء الجداوي         | زوجة شكري جلال، مهتمة دائماً بنوادي سيدات المجتمع |
| سميحة            |        | ألفت عمر             | ممرضة كانت مع عبلة وحنان وتعرضت للاعتداء الوحشي مما أدى لنزيف حاد لها وإجهاض جنينها واستئصال رحمها، كادت أن تدلي بشهادتها مع بلاغ عبلة ولكنها ماتت بفعل أحد رجال شكري جلال لإضعاف القضية |
| عباس             |        | هشام الشربيني        | زوج سميحة العائد من الخارج، يتفهم ما حدث لها ويؤيد طلب عبلة انضمام سميحة للبلاغ ضد الجناة ولكنها تموت ويتلقى تهديداً من أحد رجال مرسي المحامي فيضطر للتنازل ثم يتحفز في النهاية للإبلاغ مرة أخرى |
| لميس             |        | راندا البحيري        | ابنة عبلة وخيري. تحدث بينها وبين والديها مشاكل بعد إصرار عبلة على إبلاغ الشرطة بحادث الاغتصاب، ومع تخلي خطيبها كريم عنها تتعرض الابنة للضياع وتتعرف على شاب تكتشف أنه ذئباً بشرياً وتحاول الانتحار، ولكن في النهاية تستقر بعد عودة والديها |
| العميد محمود     |        | سامي العدل           | العميد المكلف من النيابة بالتحقيق في حادث اغتصاب الدكتورة عبلة وزميلتيها |
| الحاج صالح       |        | جمال إسماعيل         | عم عبلة ويشعر بالحزن والتعاطف معها بسبب ما تعرضت له، وتقيم عنده في منزله بحي السيدة زينب طوال فترة انفصالها عن زوجها د.خيري |
| نادية            |        | صفاء الطوخي          | أخت عبلة وتحاول مساعدة أختها للتغلب على أزمتها |
| سعيد             |        | سامي مغاوري          | زوج نادية ويقسو على زوجته في البداية بعد علمه بحادث اغتصاب أختها من الصحف، يعتذر لعبلة في النهاية بل ويشارك في التوفيق بين عبلة وخيري حتى يعودان في نهاية المسلسل |
| المعلم إبراهيم   |        | عمرو عبد الجليل      | أخ حنان وشخصية متسمكة جداً بتقاليد أهل الصعيد، يكاد يقتل أخته المجني عليها بعد حادث الاغتصاب خوفاً من الفضائح، ولكن يقتنع بعد معارضة شديدة انضمام أخته حنان لبلاغ عبلة ضد الجناة |
| مصطفى            |        | إيهاب فهمي           | خطيب حنان يرفض فسخ الخطوبة ويصر على مساعدتها في التغلب على الأزمة التي تعرضت لها |
| الحاج برهام      |        | فايق عزب             | والد حنان وإبراهيم يتعرض لأزمة قلبية بعد معرفته بما حدث لابنته ولكنه يتعاطف معها ولا يقسو عليها ويتوفى بعد ذلك |
| الحاج عبد العظيم |        | محي الدين عبد المحسن | والد مصطفى (خطيب حنان) يرفض الاقتناع بسر فسخ خطوبة ابنه من حنان ولكنه يتفهم ما حدث لها ويساندها |

## ردود الأفعال
أحدث المسلسل ردود أفعال متباينة وضجة قوية حيث يعتبر أول مسلسل يعرض قضية الاغتصاب صراحة، وقد تباينت آراء الجماهير حول مؤيد لتناول الاغتصاب كمسلسل درامي لحشد الانتباه لهذه القضية ومعارض لعرض ذلك على التليفزيون، وقد انتقد البعض مشهد الاغتصاب الذي عرض في المسلسل ومنهم السيدة أحلام حنفي مقرر مجلس حقوق المرأة بالقاهرة التي انتقدت بشدة الإطالة المبالغ فيها للمشهد.
وقد كرم نادي ليونز جاردن سيتي رئاسة د.عواطف سراج الدين أبطال المسلسل، كذلك كرمتهم شبكة راديو وتلفزيون العرب A.R.T.